# Tarja Halonen

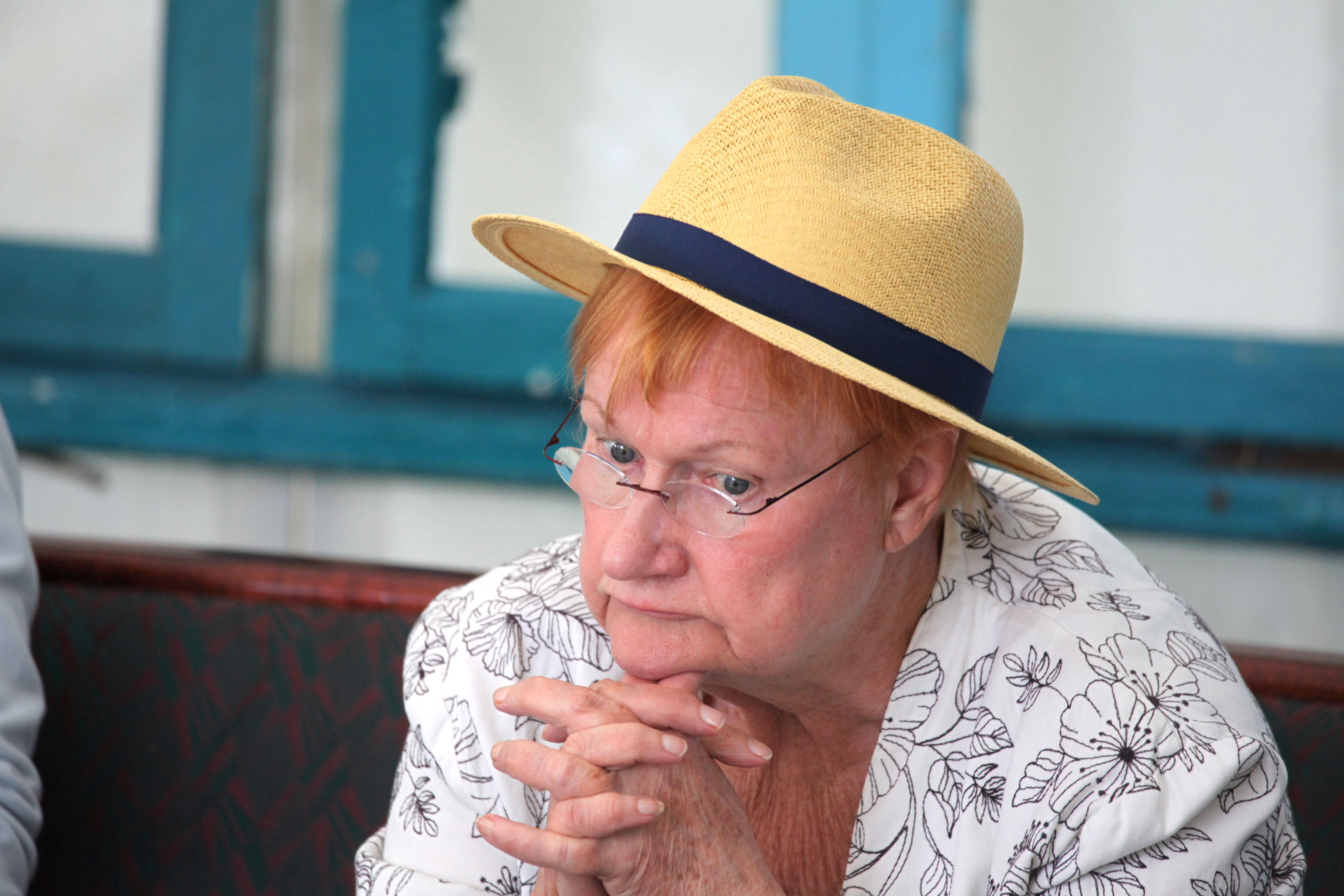
Tarja Halonen (2021)

Tarja Kaarina Halonen GColIH (Helsínquia, 24 de Dezembro de 1943) é uma política social-democrata finlandesa, 11ª presidente de seu país, a primeira presidente do sexo feminino a assumir o cargo, cujo mandato começou a 1 de março de 2000 e terminou a 1 de março de 2012. A 29 de Janeiro de 2006 foi reeleita na segunda volta com 51,8% dos votos. Halonen licenciou-se-se em Direito pela Universidade de Helsinque em 1968. Casou-se com o sócio advogado, Dr. Pentti Arajärvi, antes de ter sido eleita presidente.

## Biografia
Halonen nasceu em 24 de dezembro de 1943 em uma família da classe operária de um distrito da cidade de Helsínquia chamado Kallio. Filha de Lyyli Elina Loimola e Vieno Olavi Halonen. Tarja nasceu em meio ao caos da II Guerra, seus pais decidiram o divórcio pouco tempo depois do seu nasciomento e sua mãe casou-se novamente com um ativista da classe operária.
Tarja iniciou seus estudos em 1950 na Escola Elementar de Kallio, depois seguiu para o Ginásio Kallio e concluiu seus estudos primários em 1962, senguindo para a Universidade de Helsinque, onde estudaria Arte. Tarja concluiu o primeiro ano de Artes, mas em 1963, optou por estudar Direito, especializando-se em direito criminal.
Obteve seu diploma em 1968 e trabalhou como advogada por poucos anos e juntou-se a União Nacional dos Estudantes Universitários, trabalho que mais tarde iria lhe garantir popularidade o bastante para iniciar sua carreira política. Em 1970, Tarja passou a atuar na Keskusjärjestö, uma espécie de sindicato finlandês, tornando-se a primeira mulher a assumir tal posto.
A 24 de Outubro de 2002 foi agraciada com o Grande-Colar da Ordem do Infante D. Henrique de Portugal.

## Cronologia política
- Membro do Partido Social Democrático 1971–2000
- Principal secretária do Ministro Parlamentar 1974–1975
- Membro do Conselho da cidade de Helsinki 1977–1996
- Membro do Parlamento da Finlândia 1979–2000
- Ministra de Assuntos Sociais e Ministra da Saúde 1987–1990
- Ministra da Cooperação Nórdica 1989–1991
- Ministra da Justiça 1990–1991
- Ministra das Relações Exteriores 1995–2000